# アルバート・ゴンザレス (ハッカー)

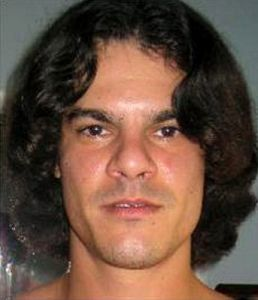
アルバート・ゴンザレス (ハッカー)

アルバート・ゴンザレス（Albert Gonzalez, 1981年 -）はアメリカのハッカー。
アメリカの小売業者のサーバーに不正アクセスし1億7千万件近くのクレジットカード情報を入手したアメリカ史上最高のハッカー。

## 人物
カリフォルニア州サンフランシスコ出身。8歳の時にコンピュータに出会う。高校でもコンピュータに関係する勉強を続ける。

## 犯行
ゴンザレスと二人のロシア系人物は共謀して2006年3月頃から米決済会社Heartland Payment Systemsのシステムを導入する大手小売企業や金融機関等の内部ネットワークサーバをウォードライビングで見つけマルウェアを仕掛けパスワードを入手、SQLインジェクションで攻撃するという手法で米セブンイレブンやハンナフォードといった企業から1億3千万人分のクレジットカード及びデビットカードナンバーを入手。TJX社のシステムを利用するバーンズ・アンド・ノーブル、スポーツオーソリティ、FOREVER_21といった企業からも4000万人分の情報を入手した。
起訴状によれば盗んだデータはヨーロッパのサーバに暗号化し各国の名簿業者などに販売し多額の利益を得ていた。しかし2007年5月に逮捕される。

### 判決
裁判官は「アメリカ史上最大のコンピュータ犯罪だ」と糾弾。2010年3月、検察の求刑懲役25年に対し懲役20年を言い渡した。
ゴンザレスは判決を言い渡されたときも反応はなかった。2023年に釈放された。